# Federação Dinamarquesa de Voleibol
A Federação Dinamarquesa de Voleibol  (em dinamarquês: Dansk Volleyball Forbund DVF) é  uma organização fundada em 1954 que governa a pratica de voleibol na Dinamarca, sendo membro da Federação Internacional de Voleibol desde 1955 e da Confederação Européia de Voleibol, a entidade é responsável por  organizar  os campeonatos nacionais de  voleibol masculino e feminino no país.